# District de Dibrugarh
Le district de Dibrugarh (assamais : ডিব্ৰুগড় জিলা) est un  district de l'État d’Assam en Inde.

## Géographie
Sa capitale est Dibrugarh. 
Le district compte 1 326 335 habitants en 2011 pour une superficie de 3 381 km2.
Le district de Dibrugarh se situe entre les latitudes 27° 5’ 38″ N et 27° 42’ 30″ N et les longitudes 94° 33’ 46″ E et 95° 29’ 8″ E. Il est entouré par les districts de Dhemaji au nord, Tinsukia à l’est, Tirap (Arunachal Pradesh) au sud-est et Sibsagar au sud-ouest. Le Brahmapoutre constitue la frontière nord-ouest du district ; un de ses affluents, la Dihing, traverse le district d’est en ouest. Le district possède une Base aérienne à Chabua depuis 1939 et un Aéroport de Dibrugarh.

## Démographie
Le district est habité par 613 555 hommes et 571 517 femmes (respectivement 51,8 et 48,2 % de la population). 81 % des habitants vivent en milieu rural. 
L’hindouisme est la religion majoritaire (90,8 %), suivi de l’islam (4,5 %) et du christianisme (3,8 %).